# Тугаринов, Дмитрий Никитович
Дми́трий Ники́тович Туга́ринов (род. 5 февраля 1955, Москва) — российский скульптор, педагог. Народный художник Российской Федерации (2018), академик Российской академии художеств (2007), профессор кафедры скульптуры и композиции МГАХИ им. В. И. Сурикова.

## Биография
Родился 5 февраля 1955 года в Москве.
Отец — Тугаринов Никита Иванович, инженер, кандидат технических наук. 
Мать — Тугаринова (Дружинина) Софья Георгиевна, скульптор.
В 1979 году окончил Московский государственный художественный институт имени В. И. Сурикова (мастерская М. Ф. Бабурина). 
Лауреат премии Московского комсомола (1983).
В 1996 году присвоено почётное звание «Заслуженный художник Российской Федерации» и вручена Золотая медаль Академии художеств.
В 2007 году избран академиком Российской академии художеств.
В 2018 году Указом президента Российской Федерации от 26.03.2018 № 118 Тугаринову Дмитрию Никитовичу присвоено почетное звание «Народный художник Российской Федерации» за большие заслуги в области изобразительного искусства.

## Работы и скульптуры
- Работы находятся в Государственной Третьяковской галерее,
- Государственном Русском музее,
- Калининградском музее,
- Доме-музее Германа Брахерта, г. Светлогорск, Калининградская область
- Ярославском музее,
- музее г. Фрунзе,
- музее г. Комсомольск-на-Амуре,
- парке скульптуры Калипхофф в Бельгии,
- Берлинер Банке в Германии,
- галерее «Арт Модерн» в Москве,
- галерее Дж. Пула в Англии,
- в частных собраниях в России, Италии, Германии, Франции, Швейцарии, Бельгии, Исламской республике Иран.

## Участие в выставках и аукционах
- 1980 Персональная выставка. Биологический центр. Пущино-на-Оке. Россия;
- 1981 Салон в Париже;
- 1983 Групповая выставка скульптуры. Франкфурт-на-Одере. Германия;
- 1991 Салон в Майами. США;
- 1993 Персональная выставка. Галерея «Арт Модерн». Москва;
- 1993 Групповая выставка. Галерея 'Ольга'. Москва;
- 1994 Выставка. Галерея 'Карина'. Москва;
- 1994 Выставка на открытом воздухе в парке скульптуры в Объединении 'Музеон'. Москва;
- 1994 Выставка в Объединении 'Музеон'. Москва;
- 1994 Групповая выставка в галерее 'Ольга'. Москва;
- 1994 Художественная выставка 'Цветы к рождеству'. Объединение 'Музеон'. Москва;
- 1995 Рождественская выставка в галерее 'Ольга'. Москва;
- 1995 Выставка, посвящённая 50-летию Победы. Москва (каталог);
- 1995 Художественная выставка 'Скульптура и цветы'. Объединение 'Музеон'. Москва;
- 1996 Персональная выставка (совм. С Щипачевым). СХ СССР;
- 1996 Персональная выставка. Галерея музея Щусева. Москва;
- 1996 Международная художественная ярмарка АРТ МАНЕЖ-96. Центральный выставочный зал «Манеж». Москва;
- 1996 'Русская коллекция'. Галерея 'М’АРС'. Москва;
- 1996 'Искусство в интерьере'. Малый Манеж. Москва;
- 2012 'На грани сложности и простоты'. Галерея Вересов. Москва.

## Интервью
- Беляков М. Дмитрий Тугаринов: откровенный разговор о скульптуре // ИА ЯРКУБ : сайт. — 2016. — 31 мая.